# BV Wesel Rot-Weiss
Der Badminton-Verein Wesel Rot-Weiss (kurz BV Wesel Rot-Weiss) ist ein reiner Badmintonverein aus Wesel im Ruhrgebiet. Der Verein wurde 1957 gegründet.

## Geschichte
Nach der Gründung im Jahre 1957 dauerte es fast 20 Jahre, ehe erste Medaillen im Badminton auf nationaler Ebene errungen werden konnten. Viele Jahre spielte der Verein in der zweiten Bundesliga, ehe man 2001 in die 1. Bundesliga aufsteigen konnte. Die Klasse wurde jedoch nicht gehalten, so dass man in der Folgesaison wieder in der 2. Bundesliga antreten musste.
Zahlreiche weitere Medaillen wurden von Spielern des Vereins in den Einzeldisziplinen bei deutschen Meisterschaften errungen.

## Erfolge
| Saison    | Veranstaltung                         | Disziplin    | Platz | Name                                                                                   |
| --------- | ------------------------------------- | ------------ | ----- | -------------------------------------------------------------------------------------- |
| 1973/1974 | Deutsche Mannschaftsmeisterschaft U18 | Mannschaft   | 1     | BV Wesel Rot-Weiß                                                                      |
| 1973/1974 | Deutsche Einzelmeisterschaft U18      | Herreneinzel | 2     | Franz Tepass (RW Wesel)                                                                |
| 1975/1976 | Deutsche Einzelmeisterschaft U14      | Mixed        | 1     | Matthias Heger / Rita Braaz (BV Wesel Rot-Weiss / Dormagener BG 62)                    |
| 1975/1976 | Deutsche Mannschaftsmeisterschaft U14 | Mannschaft   | 1     | BV Wesel Rot-Weiß                                                                      |
| 1975/1976 | Deutsche Einzelmeisterschaft U14      | Mixed        | 2     | Rolf Tenhaeff / Angelika Niederstebruch (RW Wesel / TV Ohligs)                         |
| 1975/1976 | Deutsche Einzelmeisterschaft U14      | Herrendoppel | 1     | Matthias Heger / Rolf Tenhaeff (BV Wesel Rot-Weiss)                                    |
| 1976/1977 | Deutsche Mannschaftsmeisterschaft U18 | Mannschaft   | 4     | BV Wesel Rot-Weiß                                                                      |
| 1977/1978 | Deutsche Mannschaftsmeisterschaft U18 | Mannschaft   | 3     | BV Wesel Rot-Weiß                                                                      |
| 1979/1980 | Deutsche Einzelmeisterschaft U18      | Herrendoppel | 1     | Matthias Heger / Uwe Scherpen (BV Wesel Rot-Weiss / FC Langenfeld)                     |
| 1979/1980 | Deutsche Einzelmeisterschaft U18      | Herreneinzel | 2     | Matthias Heger (BV RW Wesel)                                                           |
| 1980/1981 | Deutsche Einzelmeisterschaft U14      | Herrendoppel | 2     | Andreas Ruth (RW Wesel) / Werner Zimmenmann (Kölner FC BG)                             |
| 1980/1981 | Deutsche Einzelmeisterschaft U14      | Mixed        | 1     | Andreas Ruth / Anke Jansen (BV Wesel Rot-Weiss / SG Dülken)                            |
| 1980/1981 | Deutsche Einzelmeisterschaft U14      | Herreneinzel | 2     | Andreas Ruth (RW Wesel)                                                                |
| 1981/1982 | Deutsche Einzelmeisterschaft U14      | Herrendoppel | 1     | Martin Luhnen / Michael Czoik (SG Dülken / BV Wesel Rot-Weiss)                         |
| 1981/1982 | Deutsche Einzelmeisterschaft U14      | Herreneinzel | 2     | Michael Czoik (RW Wesel)                                                               |
| 1981/1982 | Deutsche Einzelmeisterschaft U14      | Mixed        | 1     | Michael Czoik / Heike Loges (BV Wesel Rot-Weiss / Gladbecker Federballclub)            |
| 1982/1983 | Deutsche Mannschaftsmeisterschaft U14 | Mannschaft   | 2     | BV Wesel Rot-Weiß                                                                      |
| 1982/1983 | Deutsche Einzelmeisterschaft U16      | Herreneinzel | 1     | Andreas Ruth (BV Wesel Rot-Weiss)                                                      |
| 1982/1983 | Deutsche Einzelmeisterschaft U16      | Mixed        | 1     | Andreas Ruth / Brigitte Faßbender (BV Wesel Rot-Weiss / 1. DBC im SSF Bonn)            |
| 1982/1983 | Deutsche Einzelmeisterschaft U16      | Herrendoppel | 2     | Andreas Ruth (RW Wesel) / Robert Neumann (TV Ohligs)                                   |
| 1983/1984 | Deutsche Einzelmeisterschaft U16      | Herreneinzel | 1     | Michael Czoik (BV Wesel Rot-Weiss)                                                     |
| 1983/1984 | Deutsche Einzelmeisterschaft U16      | Herrendoppel | 1     | Michael Czoik / Martin Luhnen (BV Wesel Rot-Weiss / SG Dülken)                         |
| 1983/1984 | Deutsche Mannschaftsmeisterschaft U14 | Mannschaft   | 2     | BV Wesel Rot-Weiß                                                                      |
| 1984/1985 | Deutsche Einzelmeisterschaft U18      | Herreneinzel | 1     | Andreas Ruth (BV Wesel Rot-Weiss)                                                      |
| 1984/1985 | Deutsche Einzelmeisterschaft U14      | Damendoppel  | 1     | Kerstin Weinbörner / Sabine Gehrke (BV Wesel Rot-Weiss)                                |
| 1984/1985 | Deutsche Einzelmeisterschaft U14      | Mixed        | 1     | Thomas Helber / Kerstin Weinbörner (KSV Baunatal / BV Wesel Rot-Weiss)                 |
| 1984/1985 | Deutsche Einzelmeisterschaft U18      | Herrendoppel | 1     | Andreas Ruth / Robert Neumann (BV Wesel Rot-Weiss / Ohligser TV)                       |
| 1984/1985 | Deutsche Einzelmeisterschaft U14      | Dameneinzel  | 1     | Kerstin Weinbörner (BV Wesel Rot-Weiss)                                                |
| 1985/1986 | Deutsche Einzelmeisterschaft U14      | Dameneinzel  | 1     | Kerstin Weinbörner (BV Wesel Rot-Weiss)                                                |
| 1985/1986 | Deutsche Mannschaftsmeisterschaft U14 | Mannschaft   | 2     | BV Wesel Rot-Weiß                                                                      |
| 1985/1986 | Deutsche Einzelmeisterschaft U14      | Damendoppel  | 1     | Kerstin Weinbörner / Martina Stropnik (BV Wesel Rot-Weiss / Tbd. Osterfeld)            |
| 1985/1986 | Deutsche Einzelmeisterschaft U18      | Herrendoppel | 2     | Michael Czoik (RW Wesel) / Martin Luhnen (SG Dülken)                                   |
| 1986/1987 | Deutsche Einzelmeisterschaft U16      | Damendoppel  | 1     | Martina Stropnik / Kerstin Weinbörner (TB Osterfeld / BV Wesel Rot-Weiss)              |
| 1986/1987 | Deutsche Einzelmeisterschaft U16      | Mixed        | 1     | Michael Helber / Kerstin Weinbörner (KSV Baunatal / BV Wesel Rot-Weiss)                |
| 1986/1987 | Deutsche Einzelmeisterschaft U16      | Dameneinzel  | 2     | Kerstin Weinbörner (RW Wesel)                                                          |
| 1987/1988 | Deutsche Einzelmeisterschaft U16      | Mixed        | 1     | Dirk Ruberg / Heike Stohlmann (BV Wesel Rot-Weiss / TV Blomberg)                       |
| 1987/1988 | Deutsche Mannschaftsmeisterschaft U14 | Mannschaft   | 4     | BV Wesel Rot-Weiß                                                                      |
| 1987/1988 | Deutsche Einzelmeisterschaft U18      | Damendoppel  | 1     | Kerstin Weinbörner / Karen Stechmann-Neumann (BV Wesel Rot-Weiss / MTV Mittelnkirchen) |
| 1988/1989 | Deutsche Einzelmeisterschaft U16      | Herrendoppel | 1     | Dominik Bludau / Holger Kampen (BV Wesel Rot-Weiss)                                    |
| 1988/1989 | Deutsche Mannschaftsmeisterschaft U18 | Mannschaft   | 3     | BV Wesel Rot-Weiß                                                                      |
| 1989/1990 | Deutsche Einzelmeisterschaft U18      | Herrendoppel | 2     | Holger Kampen (BV RW Wesel) / Jörg Mann (TTC Brauweiler)                               |
| 1989/1990 | Deutsche Einzelmeisterschaft U18      | Herreneinzel | 2     | Holger Kampen (BV RW Wesel)                                                            |
| 1989/1990 | Deutsche Einzelmeisterschaft U18      | Mixed        | 1     | Dirk Ruberg / Heike Stohlmann (BV Wesel Rot-Weiss / TV Blomberg)                       |
| 1990/1991 | Deutsche Einzelmeisterschaft U18      | Herrendoppel | 2     | Holger Kampen (RW Wesel) / Jörg Mann (TTC Brauweiler)                                  |
| 1991/1992 | Deutsche Mannschaftsmeisterschaft U14 | Mannschaft   | 3     | BV Wesel Rot-Weiß                                                                      |
| 1991/1992 | Deutsche Einzelmeisterschaft U14      | Damendoppel  | 2     | Judith Henne (RW Wesel) / Katrin Kexel (Burgaltendorf)                                 |
| 1992/1993 | Deutsche Einzelmeisterschaft U14      | Herrendoppel | 1     | Rehan Khan / Danny Schwarz (SG Weiterstadt / BV Wesel Rot-Weiss)                       |
| 1993/1994 | Deutsche Einzelmeisterschaft U22      | Herrendoppel | 2     | Dirk Ruberg (RW Wesel) / Markus Mössing (RW Wesel)                                     |
| 1994/1995 | Deutsche Einzelmeisterschaft U22      | Herrendoppel | 2     | Holger Kampen (1. BV Mülheim) / Markus Mössing (RW Wesel)                              |
| 1996/1997 | Deutsche Einzelmeisterschaft U14      | Herrendoppel | 1     | Cai-Simon Preuten / Joshy Thottungal (BV Wesel Rot-Weiss / TTC Brauweiler 1948)        |
| 1997/1998 | Deutsche Mannschaftsmeisterschaft U15 | Mannschaft   | 4     | BV Wesel Rot-Weiß                                                                      |
| 1997/1998 | Deutsche Einzelmeisterschaft U15      | Herreneinzel | 2     | Cai-Simon Preuten (RW Wesel)                                                           |
| 1997/1998 | Deutsche Einzelmeisterschaft U15      | Mixed        | 2     | Cai-Simon Preuten (RW Wesel) / Sandra Marinello (DJK Thomsst. Kempen)                  |
| 1997/1998 | Deutsche Einzelmeisterschaft U15      | Herrendoppel | 1     | Cai-Simon Preuten / Marc Zwiebler (BV Wesel Rot-Weiss / 1. BC Beuel)                   |
| 1998/1999 | Deutsche Einzelmeisterschaft U17      | Herrendoppel | 2     | Cai-Simon Preuten (RW Wesel) / Christoph Schnaase (Lüdinghausen)                       |
| 1999/2000 | Deutsche Einzelmeisterschaft U17      | Damendoppel  | 1     | Sandra Marinello / Birgit Overzier (BV Wesel Rot-Weiss / TTC Brauweiler 1948)          |
| 1999/2000 | Deutsche Einzelmeisterschaft U17      | Herrendoppel | 1     | Marc Zwiebler / Cai-Simon Preuten (1. BC Beuel / BV Wesel Rot-Weiss)                   |
| 1999/2000 | Deutsche Einzelmeisterschaft U17      | Dameneinzel  | 1     | Sandra Marinello (BV Wesel Rot-Weiss)                                                  |
| 2000/2001 | Deutsche Einzelmeisterschaft U22      | Herrendoppel | 2     | Hendrik Westermeyer / Stephan Löll (BVH Dorsten / BV RW Wesel)                         |
| 2000/2001 | Deutsche Einzelmeisterschaft U19      | Herrendoppel | 2     | Marc Zwiebler / Cai Simon Preuten (1. BC Beuel / BV RW Wesel)                          |
| 2002/2003 | Deutsche Einzelmeisterschaft U19      | Mixed        | 3     | Denis Nyenhuis (BV Wesel RW) / Laura Ufermann (SC Union 08 Lüdinghausen)               |
| 2002/2003 | Deutsche Einzelmeisterschaft U15      | Herrendoppel | 5     | Jonas Weise (FC Langenfeld) / Andreas Witte (BV Wesel RW)                              |
| 2002/2003 | Deutsche Einzelmeisterschaft U17      | Herrendoppel | 3     | Denis Nyenhuis (BV Wesel RW) / Marcel Schröter (BC Hohenlimburg)                       |
| 2002/2003 | Deutsche Einzelmeisterschaft U17      | Herreneinzel | 2     | Denis Nyenhuis (BV Wesel RW)                                                           |
| 2004/2005 | Deutsche Einzelmeisterschaft O35      | Herreneinzel | 3     | Frank Hochstrate (BV RW Wesel)                                                         |
| 2005/2006 | Deutsche Einzelmeisterschaft O35      | Herreneinzel | 2     | Frank Hochstrate (BV RW Wesel)                                                         |
| 2006/2007 | Deutsche Einzelmeisterschaft O35      | Herreneinzel | 2     | Frank Hochstrate (BV RW Wesel)                                                         |
| 2007/2008 | Deutsche Einzelmeisterschaft          | Mixed        | 1     | Ingo Kindervater (1. BC Beuel) / Kathrin Piotrowski (BV Rot-Weiß Wesel)                |
| 2007/2008 | Deutsche Einzelmeisterschaft O35      | Mixed        | 2     | Rajko Kleine / Steffi Ruberg (BV RW Wesel)                                             |
| 2007/2008 | Deutsche Einzelmeisterschaft O35      | Herrendoppel | 3     | Rajko Kleine / Dirg Ruberg (BV RW Wesel)                                               |
| 2007/2008 | Deutsche Einzelmeisterschaft O35      | Dameneinzel  | 2     | Steffi Ruberg (BV RW Wesel)                                                            |
| 2007/2008 | Deutsche Einzelmeisterschaft O35      | Damendoppel  | 1     | Michaela Hukriede / Staffi Ruberg (BV RW Wesel)                                        |
| 2008/2009 | Deutsche Einzelmeisterschaft O35      | Dameneinzel  | 3     | Michaela Hukriede (BV RW Wesel)                                                        |
| 2008/2009 | Deutsche Einzelmeisterschaft O35      | Damendoppel  | 1     | Cornelia Ern / Michaela Hukriede (STC BW Solingen / BV RW Wesel)                       |
| 2008/2009 | Deutsche Einzelmeisterschaft O35      | Mixed        | 2     | Rajko Kleine / Claudia Bludau (BV RW Wesel / SV Kupferdreh)                            |
| 2008/2009 | Deutsche Einzelmeisterschaft O40      | Herrendoppel | 2     | Frank Hochstrate / Thomas Knaack (BV RW Wesel / BC Smash Betzdorf)                     |
| 2008/2009 | Deutsche Einzelmeisterschaft O40      | Damendoppel  | 2     | Susanne Flür / Anja Schwarze (BV RW Wesel / TV Blomberg)                               |
| 2008/2009 | Deutsche Einzelmeisterschaft O40      | Mixed        | 2     | Sven Landwehr / Susanne Flür (Bremer BC / BV RW Wesel)                                 |
| 2009/2010 | Deutsche Einzelmeisterschaft O35      | Dameneinzel  | 2     | Stephanie Ruberg (RW Wesel)                                                            |
| 2009/2010 | Deutsche Einzelmeisterschaft O35      | Dameneinzel  | 3     | Michaela Hukriede (BV RW Wesel)                                                        |
| 2009/2010 | Deutsche Einzelmeisterschaft O35      | Damendoppel  | 3     | Michaela Hukriede / Stephanie Ruberg (RW Wesel)                                        |
| 2009/2010 | Deutsche Einzelmeisterschaft O40      | Herrendoppel | 1     | Thomas Bölke / Frank Hochstrate (Union Lüdinghausen/RW Wesel)                          |
| 2009/2010 | Deutsche Einzelmeisterschaft O40      | Damendoppel  | 2     | Susanne Flür / Anja Schwarze (RW Wesel/TV Blomberg)                                    |